# JB Marks Local Municipality
JB Marks (englisch JB Marks Local Municipality, 2016 bis 2017 Tlokwe/Ventersdorp Local Municipality) ist eine  Lokalgemeinde im Distrikt Dr Kenneth Kaunda der südafrikanischen Provinz Nordwest. Der Sitz der Verwaltung befindet sich in Potchefstroom mit einem weiteren Verwaltungsstandort in Ventersdorp.  Die administrative Leitung liegt in der Hand von Lebo Ralekgetho.
Die Gemeinde entstand 2016 durch Fusion der ehemaligen Lokalgemeinden Tlokwe City Council und Ventersdorp. Im Jahre 2017 erhielt die Gemeinde den Namen JB Marks. Sie ist nach dem ehemaligen Vorsitzenden der South African Communist Party J. B. Marks benannt, der in Ventersdorp geboren wurde.

## Städte und Orte
- Potchefstroom
- Ventersdorp